# 山本花帆
山本 花帆（やまもと かほ、2011年〈平成23年〉7月4日 - ）は、東京都出身の子役。スターダストプロモーション所属。

## 人物
2021年、第2回スターオーディションにて審査員特別賞受賞。
身長152cm。
趣味は舞台鑑賞、歌を歌う事、読書。特技はバレエ。

## 出演作品

### テレビドラマ
- 連続テレビ小説 / らんまん 第6週（2023年、NHK） - 及川小春
- 仮面ライダーガッチャード 第14・15・49話（2023年 - 2024年、テレビ朝日） - 間辺爽

### テレビ番組
- シューイチ（2022年、日本テレビ）

### 舞台
- くまのがっこうミュージカル「ジャッキー!」（2018年）
- レ・ミゼラブル（2019年）
- マリー・アントワネット（2021年）
- 丸美屋食品ミュージカル「アニー」（2022年、新国立劇場 中劇場） - 主演：アニー